# 湖畔花園至龍環葡韻步行徑

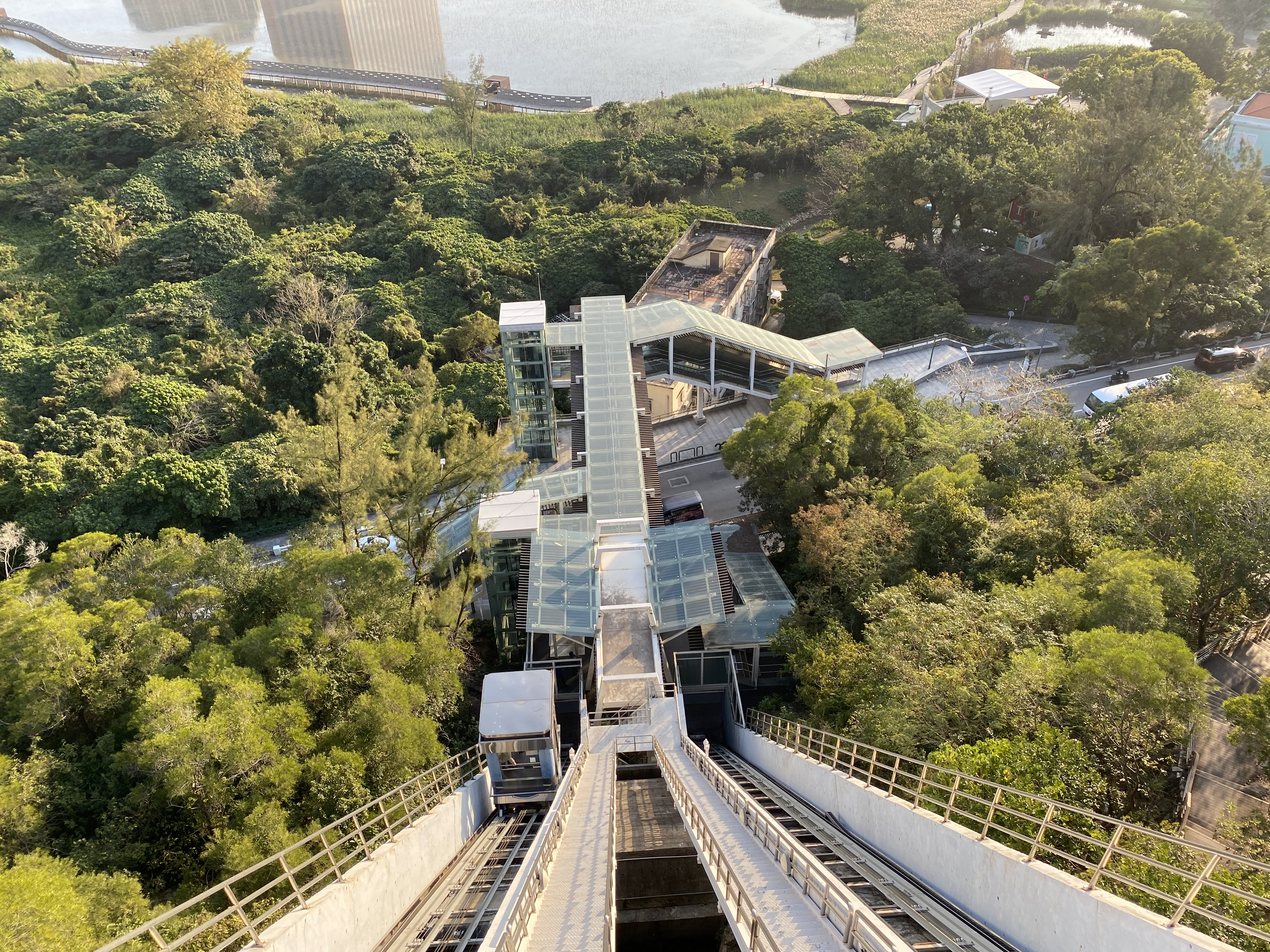
大潭山斜行升降機

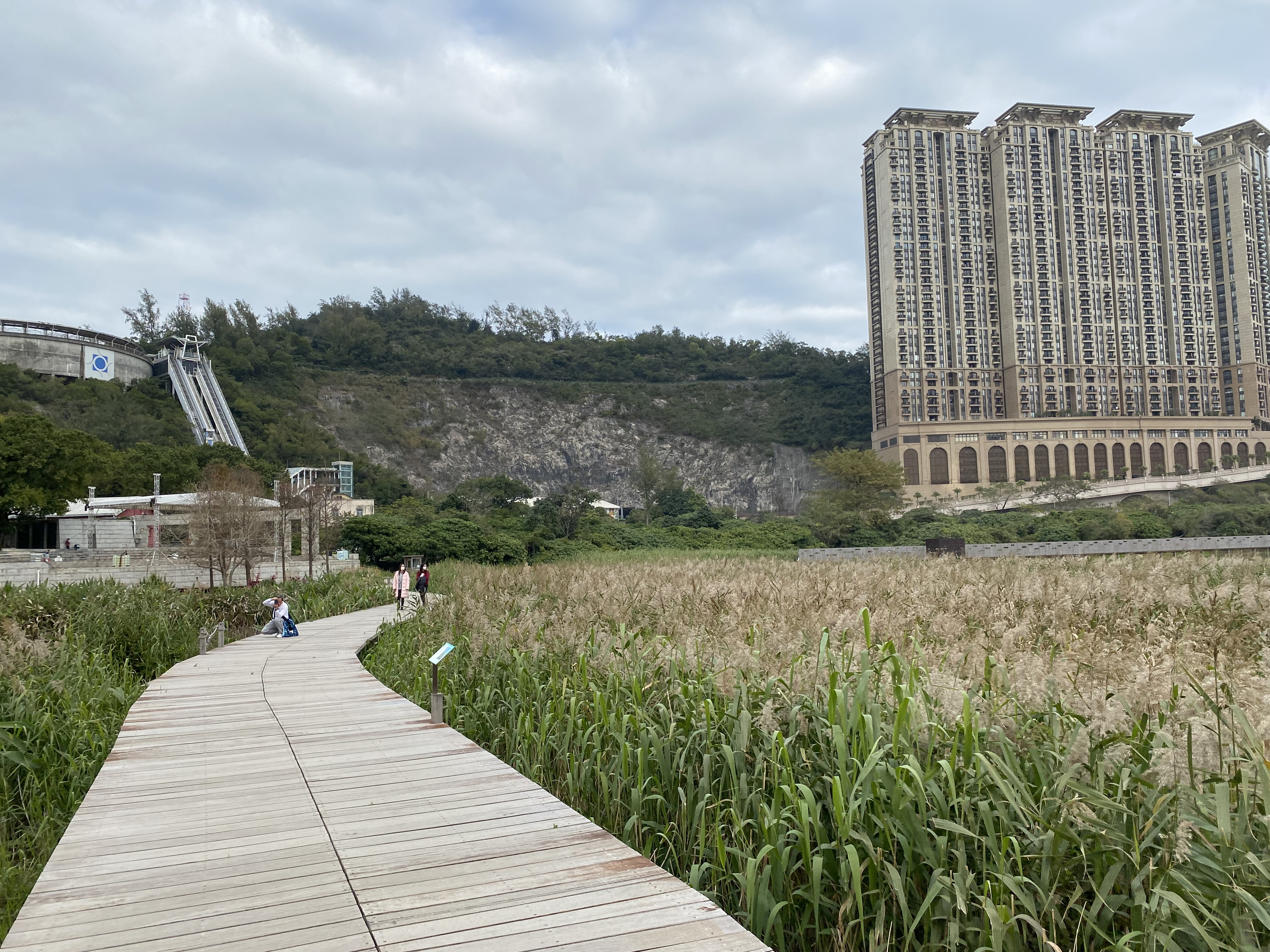
龍環葡韻生態步道

湖畔花園至龍環葡韻步行徑是澳門氹仔一條由行人天橋、步行徑及斜行升降機所組成的步行系統，同時是澳門首次引入斜行升降機於步行設施或步行系統內。步行徑起始於湖畔大廈行人天橋至湖畔花園，沿司徒澤雄神父馬路，連接至大潭山瞭望台，再利用斜行升降機接駁至嘉樂庇總督馬路，然後通過行人天橋橫越嘉樂庇總督馬路。行人可通過該步行系統前往龍環葡韻、氹仔舊城區一帶及望德聖母灣大馬路。

## 沿革

### 規劃
2013年11月下旬，政府對該步行徑和另外三組步行系統（包括基馬拉斯大馬路空中走廊）於氹仔三個不同地點包括運動場圓形地、中央公園靠基馬拉斯大馬路的出入口旁以及湖畔大廈行人天橋出入口放置展板，介紹相關項目的構思及工程特點，讓居民瀏覽和反映意見。展示期後來由原來同年12月延至2014年1月20日，湖畔大廈和運動場圓形地的展板將移至花城公園和消防局前地放置。
2014年3月下旬，政府正就氹仔湖畔花園至龍環葡韻步行徑、小潭山觀景台兩項工程公開招標，將於4月中開標，爭取最快在同年第三季動工，步行徑工期約23個月，觀景台工期約17個月。步行徑起點設於湖畔大廈行人天橋，沿司徒澤雄神父馬路，連接至大潭山瞭望台，再利用斜行升降機接駁至嘉樂庇總督馬路，然後通過行人天橋橫越嘉樂庇總督馬路。行人可從嘉樂庇總督馬路步行前往光復街，以至到達龍環葡韻、氹仔舊城區一帶及望德聖母灣大馬路的往來步行系統。 步行徑工程主要分為兩部份，第一部份由湖畔大廈行人天橋至大潭山瞭望台，建造全長約400米的沿山行人步道及周邊斜坡整治；第二部份主要建造斜行升降機及行人天橋。
2014年4月9日，土地工務運輸局就氹仔湖畔花園至龍環葡韻步行徑工程公開開標，局方共收到12份標書參與競投，有10份被接納，2份被有條件接納，需在指定時間內補交工地安全負責人履歷和澄清合作經營組成聲明書。12份標書所提出的造價介乎6千6百多萬至9千3百萬澳門元不等。工程爭取最快在今年第三季動工，工期約23個月。初步預計可提供約50個就業機會，工種包括紮鐵、泥水、混凝土工、鋼結構工、電工及給排水工等。
2014年8月10日，政府宣佈步行徑建造工程爭取於月內啟用，工期為23個月。步行徑工程分為兩部分，第一部分由湖畔大廈行人天橋至大潭山瞭望台，建造全長約400米的沿山行人步道及周邊斜坡整治；第二部分主要建造斜行升降機及行人天橋。

### 興建
2014年9月7日，政府宣佈步行徑建造工程於同年9月5日正式動工，工期約為23個月。
2014年10月24日10時起，為配合步行徑建造工程，“氹仔CEM貨倉”巴士站暫停使用。
2015年1月25日，據土地工務運輸局介紹，工程採用迷你樁鑽樁施工，優點是施工時振動及噪音較小，且機械設備體型較細小，操作較為靈活，比較適合現場施工環境；同時，迷你樁直徑為273毫米，較一般樁柱的610毫米或以上的直徑為小，加快鑽樁速度和縮短施工時間，而鑽樁難度還要視乎現場石質而定。另一方面，工程除鑽樁外，還包括混凝土、鋼結構及機電工程的部分；當中，本澳首次採用的兩台斜行升降機依山而建，高差約為38米，長度約50米。
2015年2月7日至8日每日凌晨零時30分至上午6時30分期間，氹仔嘉樂庇總督馬路實施封閉交通，除進出停車場之車輛外，禁止車輛駛入；三條巴士路線需改道行駛。
2015年11月15日，政府公佈氹仔湖畔花園至龍環葡韻步行徑工程亦正積極推進，包括正建造行人天橋和斜行升降機的結構部分，整項工程當時在預計2016年第2季完成。
2016年4月中旬，政府公佈 氹仔湖畔花園至龍環葡韻步行徑，結構工程已經完成90%，預計同年第三季可以完工及啟用，居民可由湖畔大廈行人天橋，經大潭山瞭望台前往龍環葡韻及氹仔舊城區一帶，使用周邊文康設施及公共交通站點。
2016年7月24日，政府公佈步行徑工程將於同年第三季完工，當時正等候有關部門進行驗收。
2016年9月22日，為配合步行徑即將啟用，土地工務運輸局宣佈將開展展氹仔嘉樂庇總督馬路行人路優化工程，工程完成後將加強舊城區與路氹旅遊區之間的行人設施連接，項目收到的10份標書均被接納，提出的造價介乎一千九百六十多萬至三千零六十多萬澳門元不等。氹仔嘉樂庇總督馬路行人路優化工程將優化沿嘉樂庇總督馬路大潭山側行人路，以氹仔亞利雅架圓形地為起點，通往路氹連貫公路圓形地，包括建造具有頂蓋的地面式走廊、行人路地台鋪設飾面磚、遮篷側面及行人路位置設約一米高金屬圍欄，設計風格配合現場的環境。工程預計明年首季開展，最長施工期400個工作天，預計可創造約40個就業機會。

### 部分啟用
2016年12月下旬，原計劃年內完工的步行徑重點工程之一的斜行電梯仍未開通，至於高架棧道及連接龍環葡韻步道則已經投入使用。項目造價7,750多萬澳門元，原計劃在該年第三季完成。當時斜行電梯整體結構及機組安裝已大致完成，待測試及驗收後，再交由有關部門管理及試運行，預計短期內仍未能全面投入運作。

### 正式貫通及全面啟用
2017年9月29日，土地工務運輸局宣佈步行徑連同觀景台及澳門首條引入的斜行升降機於同年10月1日起正式貫通，啟用初期斜升降機由早上七時至傍晚六時運作。工務局基礎建設廳廳長黃昭文表示，整個步行徑工程造價8,000萬，其中斜行電梯預算為1,000萬元，工程由原來670多天延遲至720多天，延期達8%，主要是因為天雨關係延遲，並不涉及承建商責任。 
2019年7月21日，作為步行徑周邊優化工程之一的“氹仔嘉樂庇總督馬路行人路優化工程”完工，全長約800米的地面式走廊行人道設有玻璃頂蓋，提供遮風擋雨的功能。設計上以竹作裝飾，配合周邊大潭山的自然環境。除有金屬圍欄外，路邊還設置了花圃，以增加綠化及環保自然元素。

## 開放時間
2018年9月6日，作為步行徑一部分的斜行升降機開放時間由早上七時至下午六時三十分，改為延長開放至至晚上八時。其餘設施為24小時開放。

## 系統組成
步行徑由湖畔大廈行人天橋開始，沿司徒澤雄神父馬路，連接至大潭山瞭望台，再利用斜行升降機接駁至嘉樂庇總督馬路，然後通過行人天橋橫越嘉樂庇總督馬路。行人可從嘉樂庇總督馬路步行前往光復街，以至到達龍環葡韻、氹仔舊城區一帶及望德聖母灣大馬路的往來步行系統。工程建設分為兩部分，第一部份由湖畔大廈行人天橋至大潭山瞭望台，建造全長約四百米的沿山行人步道及周邊斜坡整治；第二部份主要建造斜行升降機及行人天橋。其中斜行升降機是澳門首次引入，內設兩台接近50度斜角運行的升降機車廂，車廂採用玻璃外牆，起動及升降速度皆平緩，便利使用者欣賞周邊風景，其無障礙設計亦有助長者、兒童和行動不便人士體驗登山的樂趣。

## 相關爭議

### 工程延誤惹社會人士批評
步行徑和觀景台原定2016年第三季完工，但仍未開通。2017年6月中旬，連接的大潭山瞭望台休憩區被圍封，並有澳門自來水標誌表示為「私人地段」。斜行升降機前亦有封條，現場有人員看守。瞭望台標示「私人地段，請勿擅進」，該瞭望台地段屬水公司用地，於1996年批給。工務局回覆傳媒時僅指，「湖畔花園至龍環葡韻步行徑工程，現時大部分已經完工，當中鄰近湖畔花園的新建步行徑、沿大潭山樓梯美化及通往龍環葡韻的行人天橋及步道美化設施已經開放使用。至於斜行升降機的部分，該升降機主要是用作通往大潭山上的休憩區，現時升降機的主體工程已完成，而升降機出口與休憩區之間的連接通道將會於短期內安排施工建造，待該部份工程完成並進行驗收後，便會儘快安排開放予公眾使用」，卻沒有明確開通的時間表，亦未有交待升降機出口與休憩區之間的連接通道的工程詳情，及瞭望台屬水公司地役的情況。
傳新澳門協會理事長林宇滔認為，電梯開放已拖延一年，當局一直未有清楚交待，「究竟是設施問題，還是出現了其他程序問題？」又指瞭望台在工程前一直開放，但現時則被標示「私人地段」，「公共地役是否已交回給政府？現時在地籍資訊網看不到，沒有街道準線圖可清晰看到那裏的公共地役權是怎樣。」他認為，即使電梯不開放，亦不應影響公眾使用瞭望台，當局應清楚交待配水庫的地役，電梯亦應盡快開放予公眾使用。
2017年7月下旬，澳門立法會直選議員陳明金針對湖畔花園至龍環葡韻步行徑開放時間提出書面質詢。他表示，耗費8,000多萬元、原定於2016年第三季度竣工的湖畔花園至龍環葡韻步行徑工程至今仍未完全開放予公眾使用，有居民見到，升降機已建成多時卻未對外開放，齋擺不開，設施可能未用先老化，有違政府建造便民工程的初衷。他要求當局說明究竟是哪個環節出現問題，導致該步行系統開放時間一推再推。

### 斜行升降機事故
2017年10月5日下午，斜行升降機傳出故障意外，期間更導致多人一度受困；亦有十多名市民需要在升降機門外排隊等候。有市民認為，當局應加強對升降機的維修保養；亦有市民指，相信故障與升降機本身結構及運作方式無關，因此不會擔心。工務局經初步調查後表示，故障是因有異物卡在其中一部升降機門罅而導致。局方人員清除異物後，升降機已恢復正常使用。
2023年4月29日下午3時許，消防接報斜行升降機懷疑發生機件故障，8名乘客一度被困。消防到場用工具開門約30分鐘內救出5名女性和3名男性，事件中沒有人受傷及不適。經升降機維修人員檢查，懷疑事件由機件故障引致，有關升降機已暫停使用，事件並已通知市政署。

### 步行徑部分設施受損
2018年1月10日，土地工務運輸局表示，步行徑部分設施因受颱風天鴿正面吹襲後，因強風或塌下來的樹枝而造成損毀，土地工務運輸局和管理部門當時已緊急處理有即時危險的部份。鑑於上述步行徑工程仍在保養期內，經與管理部門協商，局方擬委託原承建商進行維修工程，而該承建商早前亦已提交維修方案及報價，部份設施如欄杆等需要重新訂購及更換，待完成相關行政程序後，將會盡快展開維修工程。

## 交通

### 公共巴士
- 氹仔大潭山斜行升降機

T306 氹仔嘉樂庇馬路（Est. Gov. Nobre Carvalho）
路線：15、21A、25、36、50、50B、56、AP1、AP1X、MT4、N2、N3、N5、N6
T315 氹仔CEM貨倉（Nobre Carvalho／Armazem CEM）
路線：15、21A、25、50、50B、56、MT4、N2、N3、N5、N6
- 近湖畔花園出入口

T409 湖畔公園（Jardim do Lago）
路線：26、30、30X、34、35、56、MT3

## 相關資料
1. ↑  . 澳門特別行政區政府. 2014-09-07  [2024-05-12]. （原始内容存档于2024-05-12） （葡萄牙语）.
2. 1 2  . 正報. 2016-07-25  [2023-02-05]. （原始内容存档于2023-02-05）.
3. ↑  . 正報. 2015-01-26  [2023-02-05]. （原始内容存档于2023-02-05）.
4. ↑  . 2013-11-25.
5. ↑  . 澳門特別行政區新聞局. 2013-12-29  [2023-02-05]. （原始内容存档于2022-10-15）.
6. ↑  . 澳門特別行政區新聞局. 2014-03-23.
7. 1 2  . 正報. 2014-04-10  [2023-02-05]. （原始内容存档于2022-10-09）.
8. ↑  . 澳門日報. 2014-04-10  [2023-02-05]. （原始内容存档于2022-10-08）.
9. ↑  . 正報. 2014-08-11  [2023-02-05]. （原始内容存档于2023-02-05）.
10. ↑  . 澳門特別行政區新聞局. 2014-09-07.
11. ↑  . 交通事務局. 澳門特別行政區新聞局. 2014-10-23  [2023-02-05]. （原始内容存档于2022-10-16）.
12. ↑  . 正報. 2015-01-26  [2023-02-05]. （原始内容存档于2023-02-05）.
13. ↑  . 交通事務局. 澳門特別行政區新聞局. 2015-02-06  [2023-02-05]. （原始内容存档于2022-10-16）.
14. ↑  . 正報. 2015-11-16  [2023-02-05]. （原始内容存档于2023-02-05）.
15. ↑  . 力報. 2016-04-18  [2023-02-05]. （原始内容存档于2022-10-13）.
16. ↑  . 正報. 2016-09-23  [2023-02-05]. （原始内容存档于2023-02-05）.
17. ↑  . 澳門日報. 2016-12-28  [2023-02-06]. （原始内容存档于2023-02-06）.
18. ↑  . 力報. 2017-09-29  [2023-02-05]. （原始内容存档于2022-10-13）.
19. ↑  . 土地工務運輸局（DSSOPT）. 澳門特別行政區新聞局. 2017-09-29.
20. ↑  . 巴士的報. 2017-09-30  [2023-02-05]. （原始内容存档于2023-04-23）.
21. ↑  . 正報. 2017-09-30  [2023-02-05]. （原始内容存档于2023-02-05）.
22. ↑  . 土地工務運輸局（DSSOPT）. 澳門特別行政區新聞局. 2019-07-21.
23. ↑  . 民政總署（IACM）. 澳門特別行政區新聞局. 2018-09-05.
24. ↑  . 華僑報. 2014-04-10  [2023-02-06]. （原始内容存档于2023-02-06）.
25. ↑  . 澳門雜誌 (136).   [2023-04-25]. （原始内容存档于2023-04-25）.
26. 1 2  . 論盡媒體AllAboutMacau Media. 2017-07-01  [2023-02-05]. （原始内容存档于2022-10-09）.
27. ↑  . 巴士的報. 2017-07-01  [2023-02-05]. （原始内容存档于2023-04-23）.
28. ↑  . 澳門時報. 2017-07-21  [2023-02-05]. （原始内容存档于2022-10-08）.
29. ↑  . 力報. 2017-10-06  [2023-02-05]. （原始内容存档于2022-10-13）.
30. ↑  . 澳廣視新聞. 2023-04-29  [2023-04-29]. （原始内容存档于2023-04-29）.
31. ↑  . 土地工務運輸局（DSSOPT）. 澳門特別行政區新聞局. 2018-01-10.

## 外部連結
- 土地工務運輸局 - 氹仔湖畔花園至龍環葡韻步行徑工程 （页面存档备份，存于）